# Live at Montreux 2003
Live at Montreux 2003 es un álbum en vivo y un DVD del grupo de rock progresivo Jethro Tull editado en 2007 que recoge una actuación de la banda en el Festival de Jazz de Montreux de 2003.

## Lista de temas
| #   | Título                                 | Autor                                  | Interpretaciones | Tiempo |
| --- | -------------------------------------- | -------------------------------------- | ---------------- | ------ |
| 1.  | "Some Day the Sun Won't Shine for You" | (Ian Anderson)                         |                  | 4:20   |
| 2.  | "Life Is a Long Song"                  | (Ian Anderson)                         |                  | 3:31   |
| 3.  | "Bourée"                               | (Johann Sebastian Bach / Ian Anderson) |                  | 4:57   |
| 4.  | "With You There to Help Me"            | (Ian Anderson)                         |                  | 6:33   |
| 5.  | "Pavane"                               | (Ian Anderson)                         |                  | 4:28   |
| 6.  | "Empty Cafe"                           | (Ian Anderson)                         |                  | 2:37   |
| 7.  | "Hunting Girl"                         | (Ian Anderson)                         |                  | 5:30   |
| 8.  | "Eurology"                             | (Ian Anderson)                         |                  | 3:39   |
| 9.  | "Dot Com"                              | (Ian Anderson)                         |                  | 4:43   |
| 10. | "God Rest Ye Merry Gentlemen"          | (Ian Anderson)                         |                  | 5:00   |
| 11. | "Fat man"                              | (Ian Anderson)                         |                  | 5:25   |
| 12. | "Living in the Past"                   | (Ian Anderson)                         |                  | 6:59   |
| 13. | "Nothing Is Easy"                      | (Ian Anderson)                         |                  | 5:09   |
| 14. | "Beside Myself"                        | (Ian Anderson)                         |                  | 6:38   |
| 15. | "My God"                               | (Ian Anderson)                         |                  | 8:30   |
| 16. | "Budapest"                             | (Ian Anderson)                         |                  | 11:28  |
| 17. | "New Jig"                              | (Ian Anderson)                         |                  | 1:27   |
| 18. | "Aqualung"                             | (Ian Anderson / Jeannie Anderson)      |                  | 8:02   |
| 19. | "Locomotive Breath"                    | (Ian Anderson)                         |                  | 8:36   |